# Fritz Leiber
Fritz Reuter Leiber Jr. (Chicago, Illinois; 24 de diciembre de 1910-San Francisco, California; 5 de septiembre de 1992) fue un novelista y cuentista estadounidense de los géneros de fantasía, terror y ciencia ficción. Sus novelas de ciencia ficción El gran momento (The Big Time, 1958) y El planeta errante (The Wanderer, 1964) y los cuentos "Hagamos rodar los huesos" ("Gonna Roll the Bones", 1967), sobre un tahúr que juega a los dados con la muerte, y "Nave de sombras" ("Ship of Shadows", 1970) le proporcionaron varios premios Hugo y Nébula.

## Biografía
Era hijo de actores shakespeareanos y en su infancia se mostró fascinado por el mundo del teatro, que luego describiría en relatos como "No Great Magic" y "Four Ghosts in Hamlet". Del mismo modo, concibió a un actor y productor teatral como protagonista de su novela A Specter is Haunting Texas. Un elemento interesante de su novela The Big Time es que toda la acción tiene lugar en una pequeña burbuja de espacio-tiempo totalmente aislada y que es del tamaño aproximado de un escenario teatral, contando además con unos pocos personajes.
La parte más importante de la obra de Leiber la constituyen los relatos breves, especialmente del género de terror. Por historias como "La chica de los ojos hambrientos" ("The Girl With the Hungry Eyes") y "You're All Alone" ("Estás solo"), Leiber es considerado como uno de los precursores del relato urbano de terror moderno. En sus últimos años, Leiber retomó su afición al cuento de terror en trabajos como Horrible Imaginings (Fantasías terroríficas), "Black Has Its Charms" ("Sus oscuros encantos") y el premiado "The Button Moulder" ("El botonista").
Entre sus más celebradas obras se encuentran los cuentos de la serie Fafhrd y el Ratonero Gris, escritos a lo largo de 50 años. Estas historias pueden considerarse precursoras de los relatos modernos de fantasía heroica. Leiber escribió otros extensos seriales de cuentos, a los que tituló Gummitch y Change War.
El autor se casó en 1936 con Jonquil Stephens y tuvieron un hijo. La muerte de su mujer en 1969 lo llevó al alcoholismo, pero consiguió rehacerse para escribir la novela de fantasía ambientada en el moderno San Francisco: Our Lady of Darkness (Nuestra Señora de la Oscuridad). El premiado relato de ciencia ficción "Catch that Zeppelin!" (1975) propone mundos paralelos alternativos, preferibles con mucho al mundo real.
Leiber estuvo muy influenciado por H. P. Lovecraft y Robert Graves en las dos primeras décadas de su carrera. A partir de los años 50 se sintió fascinado por Carl Jung, especialmente por sus conceptos de ánima y sombra, que Leiber menciona abiertamente en sus historias.
Leiber era también un gran amante de los gatos, que asimismo aparecen continuamente en sus relatos. En su novela El planeta errante, el personaje “Tigerishka” es una extraterrestre de aspecto gatuno, sexualmente muy atractiva para los hombres. En otra de sus obras también aparece un gatito dotado de un cociente de inteligencia de 160.
En sus últimos años de vida, Leiber volvió a casarse con una amiga periodista. Aunque mucha gente pensaba que el escritor pasó penurias, la verdad es que vivía al día, gastando mucho, pues le gustaba la buena vida. Los derechos cobrados por Dungeons & Dragons, un juego de rol basado en los mitos de la serie Fafhrd y el Ratonero Gris, le permitieron una existencia tranquila y holgada hasta el fin de sus días.
Leiber murió en el viaje de vuelta de una convención de ciencia ficción celebrada en Toronto. La causa fue certificada como de muerte por edad.
En su juventud, Leiber había sido también actor, fuerte jugador de ajedrez y campeón de esgrima.
Escribió una corta autobiografía titulada Not Much Disorder and Not So Early Sex. Bruce Byfield elaboró una biografía crítica sobre este autor: Witches of the Mind, publicada en Necronomicon Press. Existe un ensayo acerca de su relación literaria con Lovecraft en el libro de S. T. Joshi The Evolution of the Weird Tale (2004). Escritos críticos de Leiber pueden encontrarse en Fafhrd and Me (1990), publicado por Wildside Press. Leiber falleció en 1992, pero los relatos y las novelas que dejó escritas son un verdadero legado para todos los entusiastas de la ciencia ficción, el terror y la fantasía.

### Novelas
Ciclo de Fafhrd y el Ratonero Gris
- Espadas y demonios (1970). Swords and Deviltry. Barcelona, Martínez Roca, 1985
- Espadas contra la muerte (1970). Swords Against Death. Barcelona, Martínez Roca, 1986
- Espadas entre la niebla (1968). Swords in the Mist. Barcelona, Martínez Roca, 1987
- Espadas contra la magia (1968). Swords against Wizardy. Barcelona, Martínez Roca, 1989
- Las espadas de Lankhmar (1968). Swords of Lankhmar. Barcelona, Martínez Roca, 1990
- Espadas y magia helada (1977). Swords and Ice Magic. Barcelona, Martínez Roca, 1990
- La hermandad de las espadas (1988). The knight and Knave of Swords. Barcelona, Martínez Roca, 1992

Otras novelas
- Esposa hechicera (1943). Conjure Wife. Barcelona, Martínez Roca (Super Terror), 1989.
- ¡Hágase la oscuridad! (1943). Gather, Darkness! Barcelona, Ediciones B (Libro Amigo de C-F), 1987.
- The Sinful Ones, también conocido como: You Are All Alone (1953)
- The Green Millennum (1953).
- Destiny Times Three (1957).
- La gran hora / El gran Tiempo / El gran Momento (1961). The Big Time. Buenos Aires, Grupo Editor de Buenos Aires (Fotón), 1973. Barcelona, Adiax (Fénix), 1982. Alcalá de Henares (Madrid), Pulp Ediciones (Double), 2003.
- Los cerebros plateados (1961). The Silver Eggheads. Barcelona, Martínez Roca, 1976
- El planeta errante (The Wanderer, 1964). Barcelona, Edhasa, 1967-1988.
- Ships to the Stars (1964).
- Tarzan and the Valley of the Gold (1966).
- Un fantasma recorre Texas (1969). A Specter is Haunting Texas. Barcelona, Martínez Roca, 1977
- Night Monsters (1969).
- The Demons of the Upper Air (1969).
- You're All Alone (1972).
- Nuestra señora de las tinieblas (1977). Our Lady of Darkness. Barcelona, Martínez Roca (Gran Fantasy), 1993.
- The Dealings of Daniel Kesserich (1997) — (novela lovecraftiana perdida durante años, escrita en 1936)

### Recopilaciones de relatos
- La mente araña y otros relatos (1961). The Mind Spider and Other Stories. Barcelona, Martínez Roca, 1978
- Las canciones secretas (1968). The Secret Songs. Barcelona, Verón, 1972
- The Best of Fritz Leiber (1974, antología de 22 cuentos. Sphere paperback edition. 368 páginas)
- Crónicas del gran tiempo (1984). Barcelona, Orbis, 1986

### Cuentos
- 1939

"Two Sought Adventure" — historia de Fafhrd y el Ratonero Gris
- 1940

"The Automatic Pistol"
"The Bleak Shore" — historia de Fafhrd y el Ratonero Gris
- 1941

"The Howling Tower" — historia de Fafhrd y el Ratonero Gris
"The Power of the Puppets"
"Smoke Ghost"
"They Never Come Back"
- 1942

"The Hill and the Hole"
"The Hound"
"The Phantom Slayer" también conocido como "The Inheritance"
"Spider Mansion"
"The Sunken Land" — historia de Fafhrd y el Ratonero Gris
- 1943

"Conjure Wife" (novela)
"Gather, Darkness! (novela)
"The Mutant's Brother"
"Thieves' House" — historia de Fafhrd y el Ratonero Gris
"To Make a Roman Holiday"
- 1944

"Business of Killing"
"Sanity" también conocido como "Crazy Wolf"
"Taboo"
"Thought"
- 1945

"Destiny Times Three" (novela)
"The Dreams of Albert Moreland"
"Wanted — An Enemy"
- 1946

"Alice and the Allergy"
"Mr. Bauer and the Atoms"
- 1947

"Adept's Gambit" — historia de Fafhrd y el Ratonero Gris
"Diary in the Snow"
"The Man Who Never Grew Young"
- 1949

La chica de los ojos hambrientos, "The Girl with the Hungry Eyes"
"In the X-Ray"
- 1950

"The Black Ewe"
"Coming Attraction"
"The Dead Man"
"The Enchanted Forest"
"Later Than You Think"
"Let Freedom Ring" también conocido como "The Wolf Pack"
"The Lion and the Lamb"
"Martians, Keep Out!"
"The Ship Sails at Midnight"
"You're All Alone"
- 1951

"Appointment in Tomorrow" también conocido como "Poor Superman"
"Cry Witch!"
"Dark Vengeance" también conocido como "Claws from the Night" — historia de Fafhrd y el Ratonero Gris
"Nice Girl with Five Husbands"
"A Pail of Air"
"When the Last Gods Die"
- 1952

"Dr. Kometevsky's Day"
"The Foxholes of Mars"
"I'm Looking for "Jeff""
"The Moon Is Green"
"Yesterday House"
- 1953

"A Bad Day for Sales"
"The Big Holiday"
"The Night He Cried"
"The Seven Black Priests" — historia de Fafhrd y el Ratonero Gris
- 1954

"The Mechanical Bride" (obra de teatro)
"The Silence Game"
- 1957

"The Big Trek"
"Femmequin 973"
"Friends and Enemies"
"Last"
"Time Fighter"
"Time in the Round"
"What's He Doing in There?"
- 1958

"The Big Time" (novela corta) — relato de la Guerra del Cambio
"Bread Overhead"
"Bullet With His Name"
"A Deskful of Girls" — relato de la Guerra del Cambio
"The Last Letter"
"Little Old Miss Macbeth"
"The Number of the Beast" — relato de la Guerra del Cambio
"Rump-Titty-Titty-Tum-TAH-Tee"
"Space-Time for Springers" — relato de Gummitch
"Try and Change the Past" — relato de la Guerra del Cambio
- 1959

"Damnation Morning" — relato de la Guerra del Cambio
"The House of Mrs. Delgado"
"The Improper Authorities"
"Lean Times in Lankhmar" — historia de Fafhrd y el Ratonero Gris
"The Mind Spider" — relato de la Guerra del Cambio
"MS Found in a Maelstrom"
"Our Saucer Vacation"
"Pipe Dream"
"Psychosis from Space"
"The Reward"
"The Silver Eggheads" (novela corta posteriormente ampliada a novela)
"Tranquility, Or Else!" también conocido como "The Haunted Future" — relato de la Guerra del Cambio
- 1960

"Deadly Moon"
"Mariana"
"The Night of the Long Knives" también conocido como "The Wolf Pair"
"The Oldest Soldier" — relato de la Guerra del Cambio
"Rats of Limbo"
"Schizo Jimmie"
"When the Sea-King's Away" — historia de Fafhrd y el Ratonero Gris
- 1961

"All the Weed in the World"
"The Beat Cluster"
"The Goggles of Dr. Dragonet"
"Hatchery of Dreams"
"Kreativity for Kats" — historia de Gummitch
"Scream Wolf"
"Scylla's Daughter" — historia de Fafhrd y el Ratonero Gris
"A Visitor from Back East"
- 1962

"The 64-Square Madhouse"
"The Big Engine" (versión abreviada de "You're All Alone")
"A Bit of the Dark World"
"The Creature from Cleveland Depths" también conocido como "The Lone Wolf"
"The Man Who Made Friends with Electricity"
"Mirror"
"The Moriarty Gambit"
"The Secret Songs"
"The Snowbank Orbit"
"The Thirteenth Step"
"The Unholy Grail" — historia de Fafhrd y el Ratonero Gris
- 1963

"237 Talking Statues, Etc."
"Bazaar of the Bizarre" — historia de Fafhrd y el Ratonero Gris
"The Casket-Demon"
"The Cloud of Hate" — historia de Fafhrd y el Ratonero Gris
"Crimes Against Passion"
"Dr. Adams' Garden of Evil"
"Game for Motel Room"
"A Hitch in Space"
"Kindergarten"
"Myths My Great-Granddaughter Taught Me"
"No Great Magic" — relato de la Guerra del Cambio
"The Spider"
"Success"
"X Marks the Pedwalk"
- 1964

"Be of Good Cheer"
"The Black Gondolier"
"Lie Still, Snow White"
"The Lords of Quarmall" (con Harry O. Fischer) — historia de Fafhrd y el Ratonero Gris
"Midnight in the Mirror World"
"When the Change-Winds Blow" — relato de la Guerra del Cambio
- 1965

"Cyclops"
"Far Reach to Cygnus"
"Four Ghosts in Hamlet"
"The Good New Days"
"Knight's Move" también conocido como "Knight to Move" — relato de la Guerra del Cambio
"Moon Duel"
"Stardock" — historia de Fafhrd y el Ratonero Gris
- 1966

"The Crystal Prison"
"Sunk Without Trace"
"To Arkham and the Stars"
- 1967

"Answering Service"
"Black Corridor" — relato de la Guerra del Cambio
"Gonna Roll the Bones" - ganador de los premios Hugo y Nébula al mejor relato.
"The Inner Circles" también conocido como "The Winter Flies"
- 1968

"Crazy Annaoj"
"In the Witch's Tent" — historia de Fafhrd y el Ratonero Gris
"One Station of the Way"
"A Specter is Haunting Texas"
"The Square Root of Brain"
"Their Mistress, the Sea" — historia de Fafhrd y el Ratonero Gris
"The Turned-off Heads"
"The Two Best Thieves in Lankhmar" — historia de Fafhrd y el Ratonero Gris
"When Brahma Wakes"
"The Wrong Branch" — historia de Fafhrd y el Ratonero Gris
- 1969

"Endfray of the Ofay"
"Richmond, Late September, 1849"
"Ship of Shadows"
"When They Openly Walk"
- 1970

"America the Beautiful"
"The Circle Curse" — historia de Fafhrd y el Ratonero Gris
"Ill Met in Lankhmar" — historia de Fafhrd y el Ratonero Gris
"The Price of Pain-Ease" — historia de Fafhrd y el Ratonero Gris
Las mujeres de la nieve,  "The Snow Women" — historia de Fafhrd y el Ratonero Gris
- 1971

"Gold, Black, and Silver"
- 1972

"Another Cask of Wine"
"The Bump"
"Day Dark, Night Bright"
"The Lotus Eaters"
- 1973

"The Bait" — historia de Fafhrd y el Ratonero Gris
"Cat Three"
"The Sadness of the Executioner" — historia de Fafhrd y el Ratonero Gris
"Trapped in the Shadowland" — historia de Fafhrd y el Ratonero Gris
- 1974

"Beauty and the Beasts" — historia de Fafhrd y el Ratonero Gris
"Cat's Cradle" — relato de Gummitch
"Do You Know Dave Wenzel?"
"Midnight by the Morphy Watch"
"Mysterious Doings in the Metropolitan Museum"
"WaIF"
- 1975

"Belsen Express"
"Catch That Zeppelin!"
"The Glove"
"Night Passage"
"Trapped in the Sea of Stars" — historia de Fafhrd y el Ratonero Gris
"Under the Thumbs of the Gods" — historia de Fafhrd y el Ratonero Gris
- 1976

"Dark Wings"
"The Death of Princes"
"The Eeriest Ruined Dawn World"
"The Frost Monstreme" — historia de Fafhrd y el Ratonero Gris
"The Terror from the Depths"
- 1977

"The Princess in the Tower 250,000 Miles High"
"Rime Isle" — historia de Fafhrd y el Ratonero Gris
"A Rite of Spring"
"Sea Magic" — historia de Fafhrd y el Ratonero Gris
- 1978

"Black Glass"
"The Mer She" — historia de Fafhrd y el Ratonero Gris
- 1979

"The Button Molder"
"The Man Who Was Married to Space and Time"
- 1980

"The Repair People"
- 1981

"The Great San Francisco Glacier"
- 1982

"Horrible Imaginings"
"The Moon Porthole"
- 1983

"The Cat Hotel" — relato de Gummitch
"The Curse of the Smalls and the Stars" — historia de Fafhrd y el Ratonero Gris
- 1984

"Black Has Its Charms"
"The Ghost Light"
- 1988

"The Mouser Goes Below" — historia de Fafhrd y el Ratonero Gris
"Slack Lankhmar Afternoon Featuring Hisvet" — historia de Fafhrd y el Ratonero Gris
- 1990

"Replacement for Wilmer: A Ghost Story"
- 1993

"Thrice the Brinded Cat"
- 2002

"The Enormous Bedroom"